# Pyrros Dimas
Pyrros Dimas (albanisch Pirro Dhima; griechisch Πύρρος Δήμας; * 13. Oktober 1971 in Himara, Albanien) ist ein ehemaliger griechischer Gewichtheber.

## Leben

### Jugend
Dimas wurde 1971 in Himara, im Süden Albaniens, geboren. Seine Eltern waren ethnische Griechen.
Dimas begann im Alter von elf Jahren mit dem Gewichtheben. Mit 14 trat er erstmals bei Juniorenwettkämpfen an. Im Alter von 18 Jahren, im Jahr 1989, wurde er dreifacher albanischer Meister für die Gewichtsklasse bis 82,5 kg. 1990 wiederholte er diesen Erfolg.
In dieser Zeit wurde er von Zef Kovaçi beim SK Tirana trainiert. 1990 wurde er als „Mjeshtër i Sportit“ (Meister des Sports) von der albanischen Regierung sowie mit dem Titel „European Master“ von der European Weightlifting Federation  geehrt.

### Sportliche Karriere
Wettkämpfe für Albanien
Dimas leistete wichtige Beiträge für das albanische Team der Gewichtheber: 1989 errang er in der 62. Weltmeisterschaft den 12. Platz und erkämpfte damit Platz 13 für Albanien.
Im Mai 1990 an der 69. Europameisterschaft in Aalborg, Dänemark, errang Dimas den 4. Platz in Europa und Albanien erreichte den 3. Platz nach der Sowjetunion und Bulgarien. Im Europa-Cup in Antalya, Türkei, erkämpfte er im Dezember 1990 zusammen mit Leonidas Sabanis und Fatmir Bushi für Albanien den 2. Rang (nach Bulgarien).
Wettkämpfe für Griechenland
In Aalborg hatte er Kontakt geknüpft mit Giannis Sgouros und Christos Iakovou, Vertreter der griechischen Nationalmannschaft. Dimas äußerte Interesse an einer zukünftigen Zusammenarbeit. Die politische Situation in der Sozialistischen Volksrepublik Albanien verhinderte jedoch, dass er das Land verlassen konnte. Dimas ging am 7. Februar 1991 über die albanisch-griechische Grenze und emigrierte nach Athen. Die Staatsbürgerschaft erhielt er 1992. Schnell wurde er Major der griechischen Armee und trat das erste Mal unter der griechischen Flagge bei den Olympischen Sommerspielen 1992 an. Er gewann die Goldmedaille in der Klasse bis 82,5 kg.
Der siebenfache Welt- und dreifache Europameister konnte seinen Erfolg bei den Olympischen Spielen 1996 in Atlanta in der Klasse bis 83 kg wiederholen. Die dritte Goldmedaille folgte bei den Olympischen Spielen 2000 in Sydney.
Bei seinen letzten Olympischen Spielen 2004 in seiner Heimat Athen scheiterte der mittlerweile von zahlreichen Verletzungen geplagte Dimas bei seinem letzten Goldmedaillenversuch. Er gewann letztlich Bronze und wurde vom griechischen Publikum bei dem letzten Auftritt seiner Karriere auf dem Podium wie der Olympiasieger gefeiert.
Mit dem Gewinn seiner vierten olympischen Medaille ist er der bislang erfolgreichste Gewichtheber (3× Gold, 1× Bronze) sowie – gemeinsam mit Ronny Weller aus Deutschland (1× Gold, 2× Silber, 1× Bronze) – Gewinner der meisten olympischen Medaillen im Gewichtheben.

## Berufliche und politische Laufbahn
Seit dem 11. Oktober 2008 ist Dimas Präsident des griechischen Gewichtheberverbands ΕΟΑΒ.
Im April 2012 setzte die sozialdemokratische PASOK Dimas überraschend auf den Spitzenplatz ihrer Landesliste für die Parlamentswahl. Er äußerte sich polemisch zu Griechenlands Politik im Bezug auf Nordepirus; er beklagte, dass die griechische Regierung die Region vergessen habe.
Am 17. Februar 2014 beteiligte Dimas sich an den Feierlichkeiten zum 100. Jahrestag der Unabhängigkeitserklärung der Autonomen Republik Nordepirus (Αὐτόνομος Δημοκρατία τῆς Βορείου Ἠπείρου).
2017 nahm er einen Posten als technischer Direktor an für die amerikanische Gewichthebervereinigung USA Weightlifting.

## Privates
Dimas ist mit Anastasia Sdougkou, einer ehemaligen griechischen Sportreporterin verheiratet. Das Paar hat vier Kinder: Eleni (* 1995), Victor (* 1998), Maria (* 2000) und Nickolas (* 2009).

## Trivia
- Bei den Olympischen Spielen 2004 war Dimas der griechische Flaggenträger bei der Eröffnungs- und Abschlusszeremonie.
- Während seines 207,5 kg Versuchs in Barcelona 1992 rief er kurz vor dem Ausstoß "Για την Ελλάδα" (übertragen "Gia tin Ellada"; übersetzt "für Griechenland").
- Dimas ist ein sehr selbstbewusster Heber. So hielt er nach jedem erfolgreichen Versuch die Hantel noch einige Zeit hoch und schaute sich mit siegessicherem Blick nach den Zuschauern um.
- In seiner Jugend war sein Idol der ehemalige Sowjet-armenische Gewichtheber seiner Klasse, Yurik Vardanian. Dessen Sohn, Norik Vardanian, wiederum verehrte Dimas in seiner Jugend als Idol.

## Bestleistungen
- Reißen: 180,5 kg bei der Weltmeisterschaft 1999 in Athen.
- Stoßen: 215,0 kg bei den Olympischen Spielen 2000 in Sydney.
- Zweikampf: 392,5 kg 1996 in Atlanta OS bei den Olympischen Spielen 1996 in Atlanta.[13]

## Auszeichnungen
- Goldenes Kreuz des Ordens der Ehre (Χρυσό Σταυρό του Τάγματος της Τιμής της Ελληνικής Δημοκρατίας)